# Bluesky
Bluesky는 트위터를 모델로 하고 영감을 받은 마이크로블로깅 소셜 네트워킹 서비스다. 사용자는 게시물로 짧은 텍스트 메시지, 이미지, 비디오를 공유할 수 있다.  이 서비스는 주로 미국의 자선법인인 블루스카이 소셜에서 운영한다.